# Miroslav Sopko
Miroslav Sopko (* 19. prosince 1950, Petrovany) je bývalý slovenský fotbalista, obránce.

## Fotbalová kariéra
V československé lize hrál za Tatran Prešov, Jednotu Trenčín a ZŤS Petržalka. V Poháru UEFA nastoupil ve 4 utkáních. Reprezentoval Československo v týmu do 23 let. 

## Ligová bilance
| Ročník                                     | Zápasy | Góly | Klub            |
| ------------------------------------------ | ------ | ---- | --------------- |
| 1. československá fotbalová liga 1969/1970 | 7      | 0    | Tatran Prešov   |
| 1. československá fotbalová liga 1970/1971 | 4      | 0    | Tatran Prešov   |
| 1. československá fotbalová liga 1971/1972 | 18     | 0    | Tatran Prešov   |
| 1. československá fotbalová liga 1972/1973 | 30     | 2    | Tatran Prešov   |
| 1. československá fotbalová liga 1973/1974 | 25     | 0    | Tatran Prešov   |
| 1. československá fotbalová liga 1977/1978 | 28     | 2    | Tatran Prešov   |
| 1. československá fotbalová liga 1978/1979 | 21     | 2    | Tatran Prešov   |
| 1. československá fotbalová liga 1979/1980 | 9      | 0    | Jednota Trenčín |
| 1. československá fotbalová liga 1981/1982 | 27     | 2    | ZŤS Petržalka   |
| CELKEM                                     | 169    | 8    |                 |